# 寿がきや食品
寿がきや食品株式会社（すがきやしょくひん、英: SugakiyaFoods Co., Ltd. ）は、日本の食品製造の企業のひとつ。愛知県豊明市沓掛町小所189に本社を置く。一般社団法人日本即席食品工業協会の会員企業。

## 概要
ショッピングセンター内のレストコーナーなどでラーメン店チェーン「スガキヤ」を展開している系列会社スガキコシステムズ株式会社によって設立され、同社とともに「スガキコグループ」を形成している。
スガキコシステムズに対し、寿がきや食品はこの店の味を保持したままインスタントラーメン化したものを製造・販売するという位置付けになっている。主力商品の1つ「和風とんこつラーメン」がそれに当たるのだが、その一方で店舗では味わえない全くのオリジナル商品も製造している。愛知県・岐阜県・三重県・静岡県及び京阪神地区の一部が主な販売エリア。
なお、日本で初めてスープの粉末化に成功した会社でもある。
カップ麺の製造は山本製粉（愛知県豊川市）と加ト吉水産（テーブルマークグループ）の群馬工場（群馬県高崎市）で受託生産の形で行われていたが、2020年6月30日にテーブルマークが加ト吉水産の土地・建物・機械設備一式を当社へ譲渡し、自社での生産へ移行した。
なお袋麺の製造はつばめ食品（三重県桑名市）または住岡食品（静岡県浜松市中央区）にて受託生産されている。

### 沿革
- 1962年（昭和37年） - 日本で初めてスープの粉末化に成功。家庭用粉末スープ「中華スープの素」を発売[3]。
- 1963年（昭和38年）4月 - 寿がきや食品株式会社設立。
- 1964年（昭和39年）6月 - 小牧工場竣工。
- 1966年（昭和41年）9月 - 「即席みそ煮込うどん」発売。
- 1970年（昭和45年）8月 - 即席ラーメン「本店の味」発売。
- 1977年（昭和52年）8月 - 「生タイプカップうどん」発売。
- 1991年（平成3年）10月 - オーケー食品株式会社を吸収合併。豊明工場竣工。
- 1992年（平成4年）9月 - 中国大連市に大連寿賀食品有限公司設立。
- 1994年（平成6年）2月 - ミニ生タイプカップ麺「小さなおうどん」発売。
- 2006年（平成18年）7月 - 愛知県豊明市に本社工場竣工。
- 2020年（令和2年）6月 - これまでOEM生産を行っていた加ト吉水産群馬工場（群馬県高崎市）の土地・建物・機械設備一式を同社の親会社であるテーブルマークから取得、関東工場とする。
- 2023年（令和5年）3月 - 株式会社スワローホールディングスより株式会社つばめ食品の全株式を取得し、子会社化[6]。

### グループ会社
- スガキコシステムズ株式会社
- 株式会社ファイブレシピ
- 株式会社つばめ食品
- 大連寿賀食品有限公司（中国大連市）

## 主な商品

### インスタント麺
- 本店の味 メンマしょうゆ味（袋入り / 5食入り / カップ）
- 本店の味 中華そば（カップ）
- 小さなおうどんシリーズ（お吸い物仕立、わかめスープ仕立、梅じそ仕立、とん汁仕立 / カップ）
- みそ煮込うどん（袋入り / 5食入り / カップ）
- みそ煮込うどん 八丁味噌（袋入り / 3食入り）
- 台湾ラーメン ピリ辛醤（袋入り / 3食入り / カップ）
- Sugakiya 和風とんこつラーメン（袋入り / 3食入り / カップ）
- Sugakiya 和風とんこつラーメン ピリ辛味（袋入り）
- Sugakiya 辛ネギラーメン（カップ）
- 富山ブラック（カップ）
- 名古屋駅でおなじみのきしめん（袋入り / カップ）
- 麺処井の庄監修 辛辛魚らーめん（10食入り / カップ）
- どらうみゃあ 味噌とんこつ（カップ） - 中京テレビ『PS』とのコラボレーション企画商品で、加藤晴彦プロデュースの中京地区限定商品である。2010年3月末から中京地区のユニーおよびサークルKサンクス各店で発売。
- どらうみゃあ 和風しょうゆ（カップ） - 同じく『PS』とのコラボレーション企画商品。販売店も同様。
- トップバリュベストプライス・ノンフライ(カップ)麺シリーズ：税込み価格58円という驚異的な低価格を実現したカップ麺。しょうゆ味、しお味、みそ味、うどんの4種類が存在。イオングループとの共同開発商品。イオン、マックスバリュ、ミニストップ、ダイエー、まいばすけっと、ホームセンター サンデー、ホームセンター ジョイ他で販売。委託製造。2020年7月出荷分より加ト吉（テーブルマーク）からOEMによる製造権を引き継いだ。

- その他

### 袋入り生タイプ麺
- 焼うどん しょうゆ味（2食入り）
- 焼うどん ソース味（2食入り）
- その他

### チルド麺
- 鍋うどんシリーズ（えび天、きつね、カレー、八丁みそ煮込 / アルミ鍋）
- 鍋らーめんシリーズ（Sugakiya鍋ラーメン / アルミ鍋、台湾生ラーメン / アルミ鍋）
- 焼うどん しょうゆ味（2食入り）
- 焼うどん ソース味（2食入り）
- Sugakiya 和風とんこつラーメン・生（2食入り）
- Sugakiya ピリ辛ラーメン・生（2食入り）
- Sugakiya 台湾ラーメン・生（2食入り）
- Sugakiya ごまドレ冷し中華・生（2食入り） - 夏季限定。
- Sugakiya 冷し中華・生（2食入り） - 夏季限定。
- 冷しラーメン・生（3食入り） - 夏季限定。
- ごまだれ冷しラーメン・生（3食入り） - 夏季限定。
- 和風ドレッシングサラダうどん（2食入り） - 夏季限定。
- 石臼挽きざるそば・生（2食入り） - 夏季限定。
- Sugakiya 和風つけ麺（2食入り）
- みそ煮込みうどん八丁味噌（2人前入り）
- 名古屋の味 みそ煮込みうどん（2人前入り）
- 名古屋こだわり名店 万楽（2食入り）
- 名古屋こだわり名店 本郷亭（2食入り）
- 名古屋こだわり名店 銀のくら（2食入り）
- 名古屋こだわり名店 こくや（2食入り）
- 名古屋こだわり名店 鯱の家（2人前入り）
- こだわり名店 らーめん世界（2人前入り）
- 名古屋の味 花かつおきしめん（2人前入り）
- 生醤油ラーメン（3食入り）
- 生味噌ラーメン（3食入り）
- 生塩ラーメン（3食入り）
- どらうみゃあ 味噌とんこつ（2食入り）
- どらうみゃあ 和風とんこつ（2食入り）
- その他

### その他
- 乾麺
- ストレートつゆ、だしつゆ、冷麦つゆ
- チルドつゆ
- 粉末スープ
- 具材工房 メンマ味付

## 過去に販売していた商品

### インスタント麺
- なんだ先生 とんこつ味（カップ）
- そーだ先生 しょうゆ味（カップ）

## 広告活動

### CM出演者
- 多岐川華子
- 平野孝 - 名古屋グランパスエイト時代に「本店の味」のCMに出演。演歌歌手に扮して荒波の演出で歌うバージョンがある。
- 宮嶋麻衣
- 宮地佑紀生 - 長年にわたりテレビCMに出演していた。「小さなおうどん」シリーズのCMでは、宮地が女子高生に扮して出演したバージョンがある。また、「和風とんこつラーメン」のCMでは、『宮地佑紀生の聞いてみや〜ち』で共演した神野三枝が1シーンだけ出演したバージョンがあった。
- 三輪勝恵 - 声のみの出演。同社のマスコットキャラクター「寿がきやスーちゃん」の声を担当。
- 山中章子 - 高校生だった2003年に、「小さなおうどん」シリーズのCM(宮地佑紀生が女子高生に扮したバージョン)で出演している。
- TEAM SHACHI - 「5食入 本店の味 メンマ風味しょうゆ味」「小さなおうどん」

### 提供番組
- エプロン大学（CBCテレビ、1960年代）
- 東食ミュージックプレゼント（TBSラジオ） - 番組自体は現在でも継続中。
- あすの天気（中京テレビ）
- 宮地佑紀生の聞いてみや〜ち（東海ラジオ、火曜15時前の天気予報）
- PS（中京テレビ）

かつては神戸の独立局サンテレビでもスポットCMが流されていたことがあった。

### 広告その他
- バンテリンドーム ナゴヤ・レフトフェンス広告掲示ポイント（アイホンとDUSKINの間、2010年4月中旬頃 - ） - 広告デザインは、グループ企業のスガキコシステムズが運営する「スガキヤ」のロゴを用いている。
- 愛知県豊明市・市立沓掛小学校前歩道橋 - 豊明市とネーミングライツ契約を結んでおり、市が管理するこの歩道橋に「スーちゃんブリッジ」という愛称が付けられている。